# برهان سارگون
برهان سارگون (انگلیسی: Burhan Sargun) (زاده۱۱ فوریه ۱۹۲۹) یک بازیکن فوتبال اهل ترکیه بود.